# José María Barquín
José María Barquín Eguía fue un futbolista español que jugó como delantero del Athletic Club. Fue una de las figuras más importantes en los inicios amateurs del Athletic Club, formando parte de la comisión que redactó los estatutos para legalizar el club y convirtiéndose posteriormente en el primer tesorero de la historia del club el 11 de junio de 1901. Fue también un deportista incansable que se dedicó a todo tipo de deportes.

## Primeros años y educación
Hijo de una familia acomodada de Bilbao, Barquín fue enviado a Gran Bretaña para completar sus estudios, haciéndolo en el católico St Joseph's College, Dumfries, donde conoció y se hizo amigo de Enrique Goiri, compatriota vasco y futuro compañero de equipo en el Athletic Club.

## Carrera futbolística
A principios de siglo, Barquín comenzó a jugar al fútbol con el Athletic Club, entonces club de fútbol no oficial. En febrero de 1901 se nombró una comisión integrada por Barquín, Goiri y Juan Astorquia, para redactar los estatutos y preparar el reglamento para legalizar la empresa y convertir así a su grupo de pioneros del fútbol en un club de fútbol oficial. Cuatro meses después, el 11 de junio, se leyeron y aprobaron los estatutos, y se nombró una junta directiva, en la que Barquín fue elegido tesorero contable y Goiri secretario bajo la presidencia de Luis Márquez Marmolejo. El club fue entonces fundado oficialmente el 5 de septiembre de 1901, en la célebre reunión celebrada en el Café García, pero por razones desconocidas, Barquín no asistió ya que no es uno de los 33 hombres que firmaron los documentos que dieron origen al Athletic Club.
Barquín se convirtió entonces en uno de los primeros futbolistas del recién formado Athletic Club, jugando como delantero. Participó en al menos dos partidos amistosos contra sus rivales de la ciudad, el Bilbao FC, en el Hipódromo de Lamiaco, incluido un empate 1-1 el 1 de diciembre de 1901, y luego ayudó a su equipo a obtener una victoria por 4-2 el 19 de enero de 1902. Jugó pues un papel fundamental en esta histórica rivalidad que sirvió como uno de los motores del fútbol como fenómeno de masas en Bilbao ya que sus duelos despertaban una gran expectación.